# Glenea cantor
Glenea (Stiroglenea) cantor – gatunek chrząszcza z rodziny kózkowatych (Cerambycidae).

## Taksonomia
Gatunek ten został opisany w 1787 roku przez Johana Christiana Fabriciusa. Zaliczane są do niego trzy podgatunki:
- Glenea cantor cantor (Fabricius, 1787)
- Glenea cantor luzonica Aurivillius, 1926
- Glenea cantor obesa (Thomson, 1857)

## Zasięg występowania
Zasięg tego gatunku obejmuje płd.-wsch. Azję. Podgatunek G. c. cantor występuje w płd. Chinach i w Wietnamie, podgatunek G. c. obesa w Indiach, Bangladeszu, Mjanmie, Tajlandii, Kambodży, Laosie oraz Wietnamie, zaś G. c. luzonica znany jest z Filipin.

## Budowa ciała
Osiąga około 20 mm długości. Przednie krawędzie pokryw kanciaste w zarysie, tylne zaś ścięte z wyraźnymi ostrogami po brzegach.
Ubarwienie głowy żółte z czarnym rysunkiem. Na przedpleczu podwójny rząd czarnych plam, jego przednia część jest żółta, tylna zaś brudnobiała. Odwłok bladożółty, z czarnymi obrączkami na poszczególnych segmentach. Pokrywy ubarwione pomarańczowo lub żółtobrązowo, ich wierzchołki brudnobiałe z czarnymi, poprzecznymi prążkami.

## Biologia i ekologia
Występuje w lasach, ogrodach oraz na plantacjach kapoku. Aktywny przez cały rok, w tym czasie występuje zwykle 5 pokoleń.
Larwy żerują w drewnie drzew z rodzaju puchowiec, oraz w wełniaku azjatyckim. Imago żywią się młodą korą oraz liśćmi.